# Palais national (Éthiopie)
Le palais national, ou palais du Jubilé, est un palais, résidence officielle du président de la république démocratique fédérale d'Éthiopie, situé à Addis-Abeba, capitale de l'Éthiopie.

## Histoire
Il est construit en 1955 pour célébrer le jubilé d'argent de l'empereur Haïlé Sélassié Ier. En 1960, après une tentative de coup d'État au palais Guenete Leul, l'empereur fait du palais du Jubilé sa principale résidence, bien que le siège du gouvernement reste au palais Ménélik. Entre 1966 et 1967, le palais est agrandi et double de taille.
Le palais est le lieu de la déchéance de l'empereur, en septembre 1974 : dix officiers militaires du Derg s'introduisent dans la bibliothèque du palais et annoncent à Haïlé Sélassié qu'il est destitué. Le bâtiment est ensuite renommé « palais national ». Le Derg l'utilise pour les cérémonies officielles et pour recevoir les chefs d'État étrangers. Une piscine est ajoutée. En 1995, après la chute du régime communiste et la proclamation de la République fédérale, le palais devient la résidence officielle du président de la République.

## Sources
- (en) Cet article est partiellement ou en totalité issu de l’article de Wikipédia en anglais intitulé « National Palace (Ethiopia) » (voir la liste des auteurs).